# Leucorrhinia orientalis
Leucorrhinia orientalis là loài chuồn chuồn trong họ Libellulidae. Loài này được Selys mô tả khoa học đầu tiên năm 1887.